# Vulture Culture
Vulture Culture ist ein Studioalbum der britischen Band The Alan Parsons Project. Die erste Seite der ursprünglichen Vinyl-LP (die ersten vier CD-Titel) besteht ausschließlich aus vier Minuten langen Popsongs, während die zweite Seite ein breites klangliches Spektrum vom dezent-funkigen Titeltrack bis hin zum lebhaft-trockenen Hawkeye aufweist. Days Are Numbers (The Traveller) wird als eines der besten Lieder des Projekts bezeichnet. Anfang 1985 erreichte die Single Let’s Talk About Me die Top 40 in den Niederlanden und Deutschland, wo das dazugehörige Album auf Platz 1 kam. Das Lied enthält gesprochene Passagen von Lee Abrams, der auf dem Cover mit dem Anagramm Mr. Laserbeam Erwähnung findet.
Ursprünglich war das Album als zweite LP eines Doppelalbums geplant, von welchem Ammonia Avenue die erste darstellen sollte. Vulture Culture ist das einzige Album von Alan Parsons Project, das keine Orchestrierung von Andrew Powell enthält.

## Titelliste
Alle Titel von Alan Parsons und Eric Woolfson, sofern nicht anders angegeben
1. Let’s Talk About Me – 4:29
2. Separate Lives – 4:59
3. Days Are Numbers (The Traveller) – 4:31
4. Sooner or Later – 4:25
5. Vulture Culture – 5:22
6. Hawkeye (Instrumental) – 3:49
7. Somebody Out There – 4:55
8. The Same Old Sun – 5:25

Vulture Culture wurde 2007 neu gemastert und mit folgenden Bonustiteln wiederveröffentlicht:
1. No Answers Only Questions [Final Version] (Woolfson) – 2:12
2. Separate Lives [Alternative Mix] – 4:18
3. Hawkeye [Demo] – 3:18
4. The Naked Vulture – 10:43
5. No Answers Only Questions [The First Attempt] (Woolfson) – 2:56